# Norma Torres
Norma Judith Torres (Escuintla, 4 aprile 1965) è una politica statunitense, membro della Camera dei Rappresentanti per lo stato della California.

## Biografia
Nata in Guatemala, la Torres si trasferì a Los Angeles da bambina dopo la morte di sua madre.
Entrata in politica con il Partito Democratico, nel 2001 fu eletta nel consiglio comunale di Pomona e nel 2006 venne eletta sindaco della città.
Due anni dopo la Torres venne eletta all'interno della legislatura statale della California, dove rimase per i successivi sei anni.
Nel 2014, quando la deputata Gloria Negrete McLeod annunciò il suo ritiro dal Congresso, la Torres si candidò per il suo seggio alla Camera dei Rappresentanti e riuscì ad essere eletta deputata.